# Friedrich Moritz von Brabeck

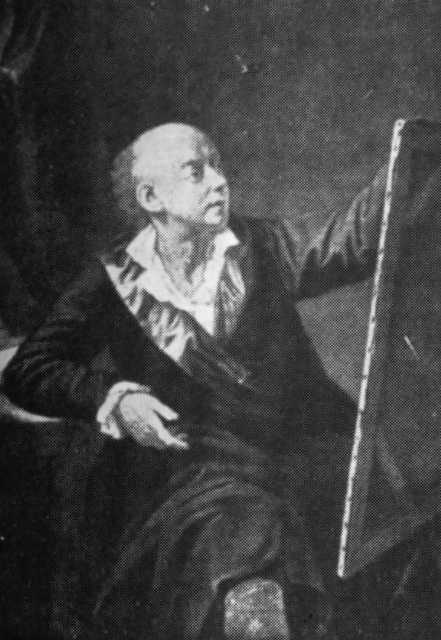
Graf Friedrich Moritz v. Brabeck

Johann Friedrich Moritz (Mauritz) Freiherr von Brabeck, ab 1803 Graf von Brabeck (* 27. Januar 1742 auf Gut Letmathe bei Iserlohn, Westfalen; † 8. Januar 1814 auf Schloss Söder bei Holle, Landkreis Hildesheim), bis zu seiner Entlassung aus dem Klerikerstand Domherr zu Hildesheim, war ein deutscher Kunstkenner und Kunstsammler. Er gründete im Jahr 1795 die Chalkographische Gesellschaft zu Dessau.

## Leben
Brabeck war ein Sohn Jobst Edmunds (III.) von Brabeck (1705–1767) aus dem alten westfälischen Adelsgeschlecht von Brabeck mit gleichnamigem Stammsitz bei Bottrop-Kirchhellen, bereits 1256 dort erwähnt. Seine Mutter war Maria Felizitas geb. Freifrau von Kerckerinck. Er war u. a. Gutsherr auf Lüderode, Nienhagen und Söder im Hochstift Hildesheim und Gut Letmathe bei Iserlohn sowie Besitzer einiger Bergwerke und -hütten.
Da Brabeck der Familientradition gehorchend in den Priesterstand gehen sollte, studierte er am Theresianum zu Wien, in Rom und Paris. Am 24. Juni 1769 wurde er zum Subdiakon geweiht. Später war er Domherr in Hildesheim. Im Frühjahr 1786 war Friedrich Wilhelm von Westphalen, Fürstbischof von Paderborn und Hildesheim, gesundheitlich so geschwächt, dass ihm ein Koadjutor mit dem Recht der Nachfolge an die Seite gestellt werden sollte. Bei der Wahl durch das Hildesheimer Domkapitel am 7. März 1786 war Moritz von Brabeck ein von mehreren Domherren unterstützter Kandidat. Gewählt wurde jedoch Franz Egon von Fürstenberg, eine Enttäuschung, die nach Brabecks Selbstzeugnis für seinen weiteren Weg mitbestimmend wurde.
Da zudem am 12. Juli 1785 sein Bruder Hermann Werner (1739–1785, Domherr in Münster) gestorben war, wodurch ihm das stattliche Familienerbe mit allen Besitzungen zufiel, bat er um Dispens und wurde vom Papst aus dem geistlichen Stand entlassen. Ohnehin gehörte er längst der aufklärerischen Opposition im Hildesheimer Domkapitel an und hatte sich in der Geistlichkeit nicht mehr wohlgefühlt. Schon im Jahr 1779 ließ er sich als Freimaurer in die Hildesheimer Loge „Ferdinand zur gekrönten Säule“ aufnehmen. Er heiratete am 19. Februar 1788 in Hildesheim Anna Franziska Freiin von Weichs zur Wenne (Aufgebot am 27. Januar 1788) und zog sich auf sein Familiengut Söder zurück.
Auf Schloss Söder, das er gleich nach seiner Hochzeit zu einer repräsentativen Schlossanlage umgestaltete, widmete er sich fast ausschließlich seiner von ihm gegründeten Gemäldesammlung, deretwegen Schloss Söder zu Beginn des 19. Jahrhunderts der Sammelpunkt berühmter und hochstehender Personen und künstlerisches sowie geistiges Zentrum der Region Hildesheim wurde. Um durch die Vervielfältigung seiner eigenen und anderer wichtiger Kunstwerke das Kunstverständnis im gesamten deutschsprachigen Raum zu steigern, der damals in einzelne kleine Herrschaftsgebiete zersplittert war, und gleichzeitig ein Zentrum der gesamtdeutschen Kunst zu bilden, gründete Brabeck im Jahr 1795 die Chalkographische Gesellschaft zu Dessau. Brabeck war ein umfassend gebildeter Mann mit feinem Geschmack, aber ohne Verständnis für praktische Dinge. Wohl deshalb musste er sein Unternehmen bereits ein Jahr später an den Fürsten Franz von Anhalt-Dessau verkaufen.
In der Hildesheimer Stadtbibliothek lagert heute eine Dokumentensammlung (Brabecksche Angelegenheit) mit 23 Schriftstücken aus den beiden Jahren 1799 und 1800 über Brabecks Parteinahme gegen die Stiftsritterschaft, zu der er selbst gehörte, und zugunsten der Bauern im Hildesheimer Bauernprozess und über die Anfeindungen, die er sich dadurch zuzog. Seit 1789 hatten abgabepflichtige Bauern des Hochstifts Hildesheim gegen die Steuerverwaltung der Landstände geklagt; diese hatten die Unterstützung des Fürstbischofs Franz Egon von Fürstenberg. Hierzu schrieb Brabeck im Oktober 1799 seine Rechtfertigung Le Baron de Brabeck au Public, die ein anonymer Übersetzer 1800 in deutscher Fassung herausgab.
Am 10. Juli 1803 wurde Brabeck in Hildesheim im Rahmen der Huldigung der Stände der neuen preußischen Landesteile für König Friedrich Wilhelm III. in den Grafenstand erhoben.
Er war Deputierter bei den Landständen des Hochstifts Hildesheim (bis 1788 vertrat er dort das Domkapitel, danach die Ritterschaft). Vom 2. Juni 1806 bis zum 26. Oktober 1813 war er für den Stand der Grundeigentümer und das Oker-Department Mitglied in den Reichsständen des Königreichs Westphalen.
Brabeck verkaufte 1812 das Familiengut und Schloss Letmathe, auf dem er genau 70 Jahre zuvor geboren wurde, und beendete so die Eigentümer-Linie der Brabecks.
Am 8. Januar 1814 starb Brabeck auf seinem Gut Söder. Nach Gerüchten soll er von Wilddieben erschossen worden sein.
Damit war die Brabeckfamilie im Mannesstamm ausgestorben. Söder und die übrigen verbliebenen Besitztümer erbte Moritz’ Tochter Philippine (1796–1821), die 1817 Graf Andreas zu Stolberg-Stolberg (1786–1863), königlich hannoverschen Geheimen Rat, Sohn von Friedrich Leopold zu Stolberg-Stolberg, heiratete. Da ihr einziger Sohn Botho Felix im Jahr 1840 22-jährig starb, verkaufte Andreas zu Stolberg Mitte des 19. Jahrhunderts die Brabeckschen Güter im Hildesheimischen sowie die Gemäldesammlung.

## Veröffentlichungen (Auswahl)
- von Moritz von Brabeck:
- Materia tentaminis publici quod ex anni hujus scholastici ......... . Wien, Trattner 1759
  - Pro Memoria des quod  von Brabeck an seine Mitstände von der Ritterschaft vom J. 1793. In: Karl Friedrich Häberlin, s. u., Anlage K, S. LXIII–LXXIII
  - Vues sur l'état des arts en Allemagne et sur l'institut de gravure établi à Dessau. 1796 (Digitalisat)
  - Einige Bemerkungen dem gesammten Corps der Hildesheimischen Ritterschaft in ihrer Versammlung am 20. April 1799 zur Prüfung und Beherzigung vorgelegt von Moritz von Brabeck. In: Karl Friedrich Häberlin, s. u., Anlage L, S. LXXIV–XCIII
  - Le Baron de Brabeck au Public. Hildesheim, Oktober 1799 (Digitalisat); – Deutsche Übersetzung: Moritz von Brabeck an das Publikum. 1800 (Digitalisat).
- zeitgenössisches Echo:
  - Moritz von Brabeck oder der verfolgte Edle. Nach unterdrückten Actenstücken d.d. Hildesheim April 1799. Dem gesammten Adel Deutschlands zur Beherzigung vorgelegt von Karl Baron von S.. Berlin 1799 (Digitalisat)
  - Karl Friedrich Häberlin: Ueber das dem Freyherrn Moriz von Brabeck angeschuldigte Verbrechen der beleidigten Majestät. Braunschweig 1800 (Digitalisat)